# Минаев, Иван Григорьевич
Ива́н Григо́рьевич Мина́ев (укр. Іван Григорович Мінаєв; 9 марта 1925, село Щемелиха, Смоленская губерния — 21 января 2008, Луганск) — советский и украинский деятель, начальник комбината «Ворошиловграджилстрой». Депутат Верховного Совета УССР 8-10-го созывов.

## Биография
Родился в крестьянской семье.
В 1945—1947 годы — подземный забойщик, врубмашинист шахтоуправления «Таловское» Ворошиловградской области.
В 1950 году окончил Краснолучский горный техникум. Учился в Донецком индустриальном институте по специальности «Строительство горных предприятий», который окончил в 1952 году.
В 1953—1958 годы — сменный инженер, начальник горного участка, начальник горного цеха строительного управления, главный инженер шахтостроительного управления в городах Ровеньки и Краснодон Ворошиловградской области.
Член КПСС с 1957 года.
В 1958—1960 годы — начальник Дарьевского шахтостроительного управления № 2 треста «Краснолучшахтострой» Луганской области; в 1960—1963 — управляющий трестом «Краснодонпромшахтострой» Луганской области.
В 1963—1967 годы — начальник комбината «Донбасантрацитшахтострой» Луганской области, в 1967—1971 — начальник комбината «Лугансктяжстрой» Луганской области; в 1971—1987 — начальник комбината «Ворошиловграджилстрой» Ворошиловградской области.
С 1987 года — на пенсии, продолжал работать старшим инженером, начальником нормативно-исследовательской станции комбината «Ворошиловграджилстрой». Позднее работал в Луганском территориальном управлении материально-технического обеспечения, Государственной товарно-сырьевой компании «Луганскглавпоставка», где с 1997 по 2002 год занимал должность советника. Позднее жил в Луганске.

## Память
В 2008 году в Луганске открыли памятнаю доску Минаеву в доме по улице Луначарского, 60. В 2010 году в Луганске был установлен бюст Минаеву, а в 2019 году этот памятник был отреставрирован. В 2013 году городской совет Луганска присвоил одной из улиц города имя Ивана Минаева.

## Награды
- орден Ленина
- два ордена Трудового Красного Знамени
- орден «Знак Почёта»
- медали:
  - «За доблестный труд. В ознаменование 100-летия со дня рождения Владимира Ильича Ленина»
  - медаль «Ветеран труда»
  - медаль «За дружбу между народами»
- почётный знак «Шахтёрская слава» 1-3-й степени
- заслуженный строитель Украинской ССР
- Почётная грамота Президиума Верховного Совета Украинской ССР
- почётный гражданин города Луганска (сентябрь 1999)
- почётный гражданин Луганщины (27.6.2001)